# Арабский диалект Персидского залива
Арабский диалект Персидского залива (араб. اللهجة الخليجية‎, самоназвание خليجي‎, [χɐˈliːdʒi]) — ряд взаимопонятных разновидностей арабского языка, распространённых в восточной Аравии, вдоль берега Персидского залива в Кувейте (1 млн, 2014), Ираке (40 тыс.), Бахрейне (100 тыс., 1995), на востоке Саудовской Аравии, в Объединённых Арабских Эмиратах (2 млн 880 тыс., 2014), Катаре (471 тыс., 2014), Иране (200 тыс., 1993), Йемене (10 тыс.) и на севере Омана (441 тыс., 1995).
Диалекты Персидского залива сильно отличаются от других разновидностей арабского в словарном запасе, грамматике и произношении. Также имеются большие различия между кувейтским диалектом арабского языка и диалектами Катара и ОАЭ, особенно в лексиконе и произношении. Несмотря на то, что Саудовская Аравия принадлежит к странам Персидского залива, большинство саудовцев говорят на аравийских диалектах арабского языка (хиджазский, недждийский, бедави), отличающихся от диалектов Персидского залива, а вдоль самого залива проживает лишь малая доля населения. Насчитывается около 200 тыс. саудовцев (в основном в Эш-Шаркии), говорящих на диалекте Персидского залива.

## См.также
- Разновидности арабского языка
- Аравийские диалекты арабского языка
- Арабский язык